# Federazione democratica internazionale delle donne
La Federazione democratica internazionale delle donne (in sigla, a seconda della lingua, FDID, FDIM, FDIF, IDFF o WIDF) è una organizzazione internazionale non governativa; ha status consultivo presso il Consiglio economico e sociale delle Nazioni Unite (dal 1972) e l'UNESCO, e figura sull'elenco speciale dell'Organizzazione internazionale del lavoro.

## Storia

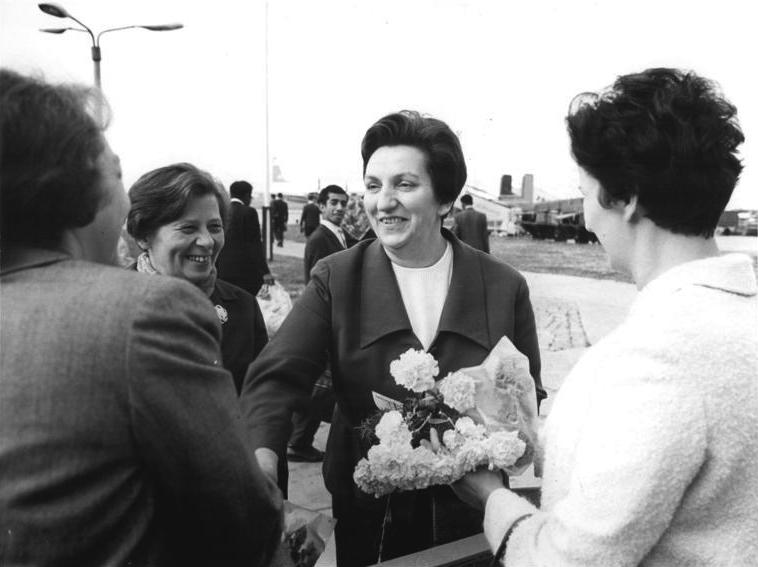
Ilse Thiele, presidente della Lega delle Donne Democratiche di Germania e rappresentante della Germania Est alla FDID, 1967.

La Federazione, che dichiara oggi circa 130 organizzazioni di donne affiliate da 91 paesi di tutti i continenti, fu fondata il 1º dicembre 1945 a Parigi, a conclusione di un congresso mondiale convocato dalle donne europee, che uscivano dalla tragedia della seconda guerra mondiale.
A quel congresso, presieduto dalla scienziata francese Eugénie Cotton (eletta sua prima presidente), parteciparono circa 800 donne provenienti da 41 paesi di ogni parte del mondo e di differenti schieramenti politici, accomunate dalla volontà di affermare i loro diritti, difendere la pace, essere parte attiva dei nuovi processi di costruzione sociale e politica, di difesa e sviluppo della democrazia e dell'autodeterminazione dei popoli. Le partecipanti al congresso assunsero l'impegno solenne di "lottare infaticabilmente perché sia per sempre abbattuto il fascismo in tutte le sue forme, per la difesa dei diritti sia economici, politici, giuridici e sociali delle donne, per la pace e il disarmo universale".
Molte delle partecipanti avevano preso parte attiva alla Resistenza contro il nazifascismo ed erano state detenute nei campi di concentramento nazisti. Alcune di esse erano figure molto note sulla scena politica internazionale: la pasionaria spagnola Dolores Ibárruri, la sovietica Nina Popova, la scrittrice portoghese Maria Lamas, la spagnola Victoria Kent, la francese Marie Claire Vaillant Couturier sopravvissuta ad Auschwitz (fu eletta prima segretaria generale della Federazione). Della delegazione italiana (fra le più nutrite, insieme a quelle di Stati Uniti, Gran Bretagna, Messico e Francia) facevano parte, fra le altre, Camilla Ravera, Ada Gobetti, Maria Romita e Lina Merlin.
Prima presidente della FDID fu eletta Eugénie Cotton, che fu riconfermata nei congressi successivi e rimase in carica fino al 1967. Dopo il primo congresso di Parigi, la FDID ha celebrato regolarmente i suoi congressi di volta in volta ospitati da un paese diverso.

## Congressi della FDIF

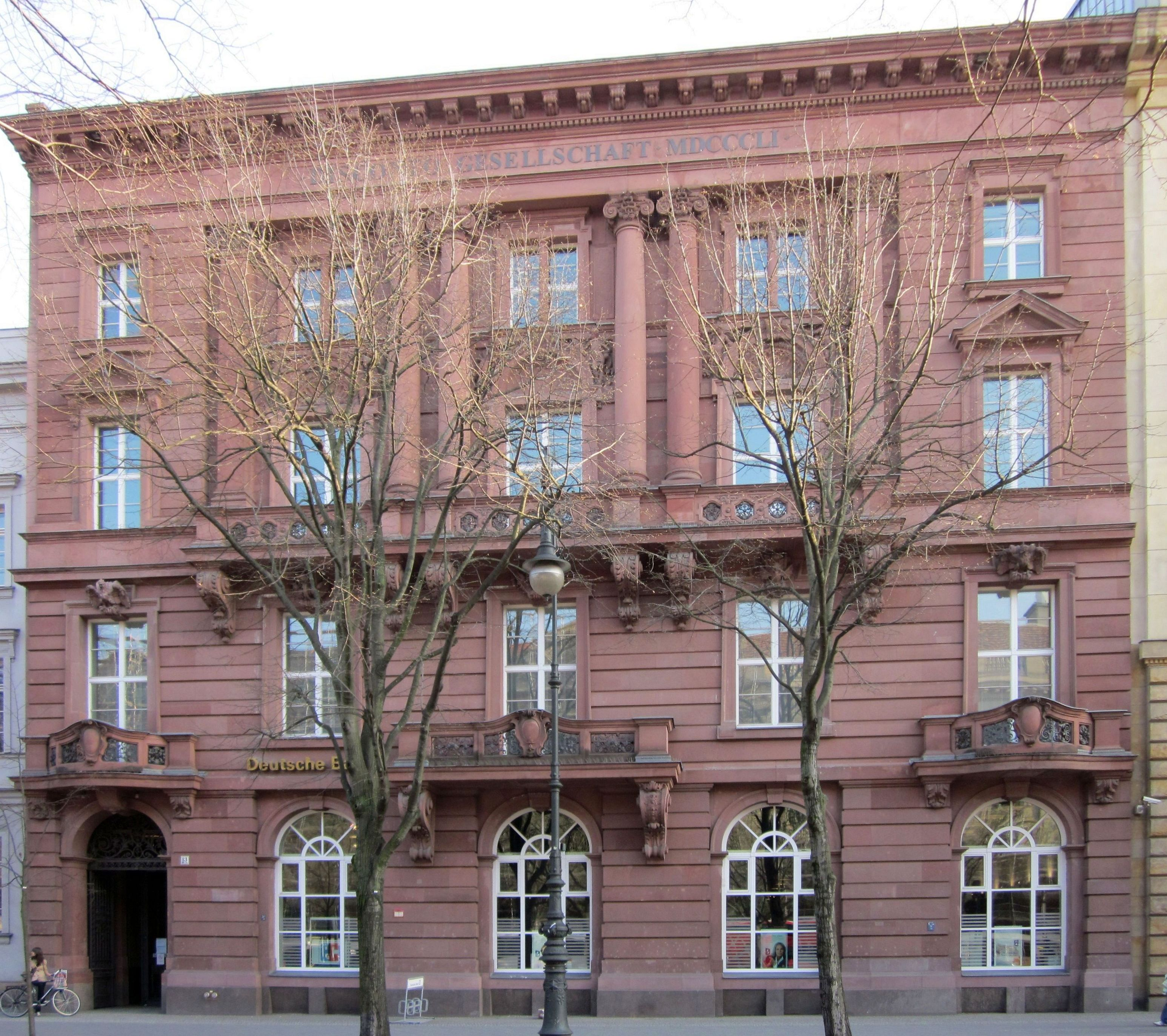
Sede della segreteria federale dal 1951 al 1992 - Berlino Est.

- I Congresso (fondazione della FDIF) - Parigi, Francia, 1 dicembre 1945.

Partecipano da 47 paesi.
Viene eletta presidente la francese Eugénie Cotton, in carica fino al 1967.
- II Congresso - Budapest, Ungheria, 1948.

Partecipano da 51 paesi.
- III Congresso - Copenaghen, Danimarca, 1953.

Partecipano da 65 paesi.
- IV Congresso - Vienna, Austria, 1958.

Partecipano da 67 paesi.
- V Congresso - Mosca, URSS, 1963.

Partecipano 73 paesi.
- VI Congresso - Helsinki, Finlandia, 1969.

Viene eletta presidente la finlandese Hertla Kuusinen, in carica fino al 1974.
- VII Congresso - Berlino, DDR, 1975.

Viene eletta presidente l'australiana Freda Brown, in carica fino al 1989.
- VIII Congresso - Praga, Cecoslovacchia, 1981.

Partecipano da 116 paesi.
- IX Congresso - Mosca, URSS, 1987.

La conferenza che precede il congresso è presieduta dall'astronauta sovietica Valentina Tereškova.
- X Congresso - Sheffield, Inghilterra, 1991

Partecipano da 62 paesi.
Viene eletta presidente la sudanese Fatima Ahmed Ibrahim, in carica fino al 1994.
- XI Congresso - Parigi, Francia, 1994.

Viene eletta presidente la francese Sylvie Jan, in carica fino al 2002.
- XII Congresso - Parigi, Francia, 1998.
- XIII Congresso - Beirut, Libano, 2002.

Viene eletta presidente la brasiliana Marcia Campos, in carica fino al 2016.
- XIV Congresso - Caracas, Venezuela, 2007.
- XV Congresso - Brasilia, Brasile, 2012.
- XVI Congresso - Bogotà, Colombia, 2016.

## Attività principali
Alla FDID vanno ascritti molti meriti di portata storica e mondiale: per esempio, avere proposto l'istituzione nel 1975 dell'Anno Internazionale della Donna, che divenne in seguito Decennio delle Nazioni Unite per la donna, dando vita alle conferenze mondiali delle Nazioni Unite a Nairobi nell'85 e a Pechino nel '95, pietre miliari del cammino globale di emancipazione ed empowerment delle donne.
La FDID figura inoltre tra le organizzazioni promotrici della Convenzione sull'eliminazione di tutte le forme di discriminazione verso le donne (Cedaw, 1979), che è alla base delle legislazioni della maggior parte dei paesi sui diritti delle donne.
La FDID è anche tra le organizzazioni internazionali che hanno contribuito alla stesura della Dichiarazione sulla partecipazione delle donne alla promozione della pace e della cooperazione internazionale, adottata dalle Nazioni Unite nell'81, che si può considerare il primo passo verso l'omologa Risoluzione 1325 del Consiglio di Sicurezza, dell'ottobre 2000.